# Лебединська сільська рада (Росія)
Лебе́динська сільська рада (рос. Лебединский сельский совет) — сільське поселення у складі Табунського району Алтайського краю Росії.
Адміністративний центр — село Лебедино.

## Населення
Населення — 531 особа (2019; 737 в 2010, 1050 у 2002).

## Склад
До складу сільської ради входять:
| Населений пункт    | Населення, осіб (2002) | Населення, осіб (2010) |
| ------------------ | ---------------------- | ---------------------- |
| Бославіно, село    | 76                     | 12                     |
| Єлизаветград, село | 308                    | 156                    |
| Єрмаковка, село    | 40                     | 32                     |
| Лебедино, село     | 565                    | 488                    |
| Новоросійка, село  | 61                     | 49                     |